# Георгій Тичинський Рутенець
Георгій (Єжи) з Тичина відомий також як Георгій (Григорій) Тичинський Рутенець або Georgius Ticzensis Ruthenus (до 1510—1591) — східнослов'янський поет — гуманіст епохи Відродження, що писав свої твори латинською мовою. Представник новолатинської східноєвропейської школи, королівський секретар, дипломат, педагог.

## Життєпис
Народився в містечку Тичин на Ряшівщині (нині Підкарпатське воєводство Польщі) у міщанській родині. Був професором поетики та риторики в Краківській академії. Згодом служив королівським секретарем і дипломатом у низці міст Італії, зокрема при дворі папи римського.

## Творчість
Георгій Тичинський — один з найвидатніших східно-слов'янських латиномовних письменників і поетів, що зробив вагомий внесок у розвиток всієї європейської новолатинської поезії.
Свої численні твори він друкував у Кракові в 1534—1548 роках. Збереглись його елегіакони «До превелебного Миколая», панегірики «Панові Миколаю Лутомирському», «До святого Миколи, митрополита міренського» тощо.
Досі не віднайдено знані з бібліографічних описів твори про «найславнішу королеву Галичини Соломею» і поему про святу Варвару, що неабияк вплинули на сучасників. Поема про святу Варвару вийшла друком 1537 року в Кракові.
У відділі рідкісної книги Центральної наукової бібліотеки АН України зберігається збірка віршів Георгія Тичинського, видана 1534 року в Кракові.